# كين هينكلي
كين هينكلي (بالإنجليزية: Ken Hinckley)‏ هو عالم حاسوب أمريكي، ولد في 1970.